# Brancaleone da Norcia
(Dichiarazione di Brancaleone a papa Gregorio, «lo papa vero», dal film Brancaleone alle crociate)
Il cavalier Brancaleone da Norcia è un personaggio cinematografico interpretato da Vittorio Gassman, protagonista del film L'armata Brancaleone e del suo sequel Brancaleone alle crociate, entrambi diretti da Mario Monicelli.
Il personaggio, assai noto ancora oggi, è entrato a far parte dell'immaginario collettivo nazionale come rappresentante dello stereotipo dell'italiano povero e sbruffone, così caro alla commedia all'italiana, che viene coinvolto in rocambolesche disavventure o in situazioni che richiedono una grinta e intelligenza superiore alle sue facoltà. 
Tuttavia, il fatto che tale cliché fosse calato nella società del Medioevo rese necessaria la creazione di una geniale lingua fittizia, modellata dagli autori sui dialetti umbro marchigiani medievali; ciò diede un'ulteriore connotazione di originalità al film e contribuì non poco alla sua popolarità.

## Il personaggio: infanzia, incontro e avventure con la sua armata

L'armata di Brancaleone

Brancaleone nasce a Norcia dalla nobile famiglia dei signori della città; il loro stemma è un cinghiale nero rampante al centro di un gonfalone giallo. Il padre muore quando Brancaleone ha nove anni e la madre si risposa con un secondo pretendente il quale cerca di uccidere il piccolo. Ma la compassione del sicario permette a Brancaleone di sopravvivere, seppure povero e nei boschi. Raggiunti i venti anni egli torna a Norcia per reclamare il suo titolo: ma trova che la famiglia, morti la madre ed il patrigno, ha scialacquato tutti i beni, per cui a Brancaleone rimangono solo i conti da pagare. Sfuggito coraggiosamente all'arresto, al giovane non resta altro che vagare per tutta l'Italia partecipando a tornei di cavalieri che lo possano far tornare in possesso di un qualche avere. Durante la partecipazione all'ennesimo torneo avviene l'incontro con una combriccola di curiosi personaggi. Sono il giudeo Abacuc, il giovane Taccone, l'ostrogoto Mangold e il corpulento Pecoro che si sono messi d'accordo per coinvolgerlo in una loro impresa. I quattro infatti hanno ucciso (o meglio credono di aver ucciso) un nobile, neo feudatario del castello di Aurocastro di Puglia. I quattro, pur dotati della pergamena con l'attestato di possesso, sono sprovvisti di titoli di nobiltà, pertanto è loro necessario trovare sì un cavaliere, ma assai spiantato e desideroso di sistemarsi: ecco il motivo della loro presenza al torneo. Brancaleone, a cavallo del suo buffo e dispettoso Aquilante, orgogliosamente non dà loro ascolto e parte per il torneo certo della vittoria, ma fortunatamente per la brigata egli perde disastrosamente (anche per viltà dello "malo caballo") e decide così di riconsiderare la proposta di Abacuc e partire a capo della ridicola "armata" alla volta di Aurocastro.
Durante il percorso verso il Sud Italia l'armata si arricchisce e viene in contatto pian piano con ulteriori personaggi, anch'essi caratterizzati dalla stessa goffa necessità di sistemazione che accomuna tutti i protagonisti della storia. Il primo ad entrare nella combriccola è Teofilatto de' Leonzi, sedicente nobile di origini bizantine, che decide di seguire Brancaleone dopo un ridicolo e inconcludente duello.
Spinto dalla brama di conquista, ma anche dalla fame, il gruppo si trova a saccheggiare un paese deserto, salvo poi scoprire che motivo della mancanza di difesa non è stata la paura del loro arrivo, bensì una pestilenza di cui l'armata si ritiene oramai inesorabilmente contagiata. Ritenutisi oramai persi e giudicando pertanto inutile la loro discesa ad Aurocastro, i sei si pongono al seguito dei pellegrini malconci e mutilati di Frate Zenone che si sta dirigendo in Terra santa alla conquista del Santo Sepolcro.

## L'amore di Brancaleone per Matelda

Catherine Spaak al fianco di Vittorio Gassman in L'armata Brancaleone

Dopo la disastrosa rovina di frate Zenone, caduto in un fiume ghiacciato, Brancaleone si rimette in marcia con la sua armata ed incontra la bellissima principessa Matelda, braccata assieme alla scorta da alcuni briganti. Il solo Brancaleone riesce coraggiosamente ad uccidere tutti i furfanti ed a salvare la fanciulla. L'anziano precettore della giovane fa giurare in punto di morte al cavaliere che salvaguarderà la virtù di Matelda, scortandola sana e salva fino alla corte del promesso sposo, il nobile Guccione. Brancaleone giura e prosegue il viaggio, durante il quale Matelda s'innamora e si offre al suo salvatore che però, ligio al suo giuramento, rifiuta con sofferenza il suo amore. Matelda, infuriata per essere stata rifiutata, si congiunge segretamente con Teofilatto e si fa condurre docilmente fino a corte. Il matrimonio viene celebrato e Brancaleone assieme agli amici partecipa al gran banchetto, ma all'improvviso viene catturato ed imprigionato perché Guccione ha scoperto che la sua sposa era stata già violata e quindi non più casta. Grazie all'aiuto di un fabbro cornificato e disperato (che entrerà ovviamente a far parte dell'armata) Brancaleone verrà liberato dalla gabbia in cui è costretto a penzolare e si rimette alla ricerca di Matelda. La ritroverà, ma ormai è troppo tardi: la ragazza ha fatto voto di castità ed è diventata monaca di un convento.

## Altre disastrose avventure e l'incontro con nuovi personaggi

Brancaleone invoca la Morte

Dopo lo sfortunato tentativo di negozio per la libertà di Teofilatto con la famiglia bizantina, Brancaleone giunge infine ad Aurocastro, dove esibisce tramite la pergamena il suo diritto al possesso. I notabili del castello lo accolgono però con una fretta eccessiva: si viene infatti a scoprire che di lì a poco, come ogni anno, la città verrà invasa dai pirati saraceni. Tuttavia Brancaleone, mostrando il consueto coraggio, decide di resistere e di preparare una trappola che dovrà sconfiggere i pirati saraceni. Tutto viene accuratamente pianificato, ma per colpa del cavallo Aquilante l'intero piano va a rotoli e l'armata di Brancaleone viene catturata e condannata all'impalamento. Sopraggiunge però all'improvviso un piccolo esercito di crociati che sbaraglia gli invasori rigettandoli a mare, e salva così Brancaleone ed i suoi da morte certa. Purtroppo per loro si tratta di Arnolfo "Mano di Ferro", proprio il cavaliere che Taccone e Mangold avevano tentato di uccidere molti mesi prima rubandogli la pergamena. Il cavaliere fa legare i prigionieri appena liberati per bruciarli vivi, ma fortunosamente arriva frate Zenone, scampato alla morte dalla rovinosa caduta, e convince Arnolfo a cedergli i prigionieri, in virtù del giuramento divino che essi avevano fatto a suo tempo unendosi alla crociata. Ottenuta la loro liberazione al monaco non resta che riprendersi le sue pecorelle smarrite e ripartire per Terra Santa.
A questo punto termina la prima parte del film, il seguito sarà parte di Brancaleone alle crociate.
Già da molto tempo la combriccola del frate vaga per il Sud Italia, cercando il Mar Mediterraneo, ma senza successo. Dopo un'imboscata ordita dai fedeli dell'antipapa Clemente, dato che Zenone si manteneva fedele a papa Gregorio, l'intera combriccola di pellegrini viene annientata e seppellita a gambe all'aria con il capo mozzato. Brancaleone, sopravvissuto perché rimasto chiuso sotto la barca usata dai pellegrini per raggiungere il mare, invoca la Morte che giunge per ucciderlo. Brancaleone, spaventato tenta di esimersi dal suo desiderio di terminare i suoi giorni, ma il Tristo Mietitore annuncia che ormai è impossibile a meno che non decida di morire da solo in qualche combattimento. Brancaleone promette e intanto si mette in marcia, incontrando vari personaggi bizzarri che comporranno la sua nuova armata insieme ai pochi superstiti della strage compiuta dai seguaci di Clemente: un pastore, un traduttore e un cieco con uno storpio a cavalcioni. Essi sono Thorz, un sassone che tentava di assassinare il pupo erede di Boemondo, partito per le Crociate, Pattume ovvero un povero diavolo autolesionista, Cippa ovvero un nano che crede di essere vittima di un sortilegio ed infine la strega Tiburzia. Brancaleone, se ne innamorerà dopo averla salvata dal rogo.

## La prova di Brancaleone e un nuovo amore non ricambiato
La nuova armata sarà protagonista di tante avventure, specialmente quando giunge, seguita da un lebbroso ma in realtà una nobile francese, nella grotta del venerando Pantaleo, dove Pattume gli confida il suo segreto di gran peccatore, scatenando le grida di terrore dell'eremita e una profonda voragine in cui periranno entrambi. Successivamente l'armata incontra il santo stilita Colombino e i duellanti Papi Gregorio e Clemente. Affinché l'uno dei due fosse Papa e l'altro Antipapa (ovvero eterno oppositore del primo) Brancaleone è costretto a sopportare una terribile prova, camminare sui carboni ardenti. Il valoroso cavaliere riesce nell'impresa, ma poi si getta in un fiume urlando dal dolore, venendo miracolosamente salvato dal lebbroso che si rivelerà essere la Contessa Berta di Avignone, travestitasi così per non essere ancora violentata dai briganti. In questa situazione Brancaleone non rifiuta le avances di Berta. Successivamente si reca a festeggiare con gli amici per l'incoronazione di Gregorio, ma il nano Cippa, che si era vestito da infante durante i festeggiamenti, viene scambiato da Turone per Childerico, figlio di Re Boemondo, e viene ucciso da una freccia.

## Il figlio di Brancaleone
Una fan-fiction del 2021, pubblicata in forma di romanzo come ideale terzo capitolo apocrifo della saga, Il figlio di Brancaleone, di Giacomo Scarpelli e Marco Tiberi (pubblicato da People), dal connubio tra Brancaleone e Berta di Avignone sarebbe nato un figliolo, che non ha mai conosciuto il padre e che è stato abbandonato dalla madre. Il suo nome è Pietro e viene allevato da un marinaio sulle coste livornesi. Rimasto orfano anche del padre adottivo, vive infantilmente alla giornata, finché un vecchio cavaliere bretone, Angus, non viene a prelevarlo per portarlo alla reggia del re Rutilione. Scelto per la sua purezza, al figlio di Brancaleone viene affidato il compito di ritrovare il perduto calice spezzato di San Benedetto da Norcia. Pietro, sulle orme delle gesta del padre, porterà a compimento la sua impresa, divenendo infine cavaliere con il nome di Brancaleone II.

## Brancaleone alle crociate

Brancaleone e Teofilatto in compagnia del Frate Zenone

Giunti finalmente in Terra santa a Gerusalemme, Brancaleone e il suo seguito di sbandati incontra il re Boemondo per consegnargli l'amato figlio. Il re promette di ricompensare l'intera armata, ma si scaglia in seguito contro Tiburzia in quanto strega, facendola allontanare nel deserto. Un nuovo attacco sta per nascere tra i cristiani e gli infedeli musulmani, allora Boemondo preleva dal suo esercito i migliori soldati, escluso Brancaleone, per uno scontro che segnerà le sorti della guerra. Brancaleone sconsolato si ritira in un'oasi dove incontra di nuovo Tiburzia che gli promette di far morire tutti i cristiani per mano del diavolo, facendo risultare lui vincitore, ma Brancaleone, disgustato, l'allontana maledicendola. Tiburzia ci rimane molto male e si vendicherà; infatti Brancaleone accorre sulla scena, mentre tutti i soldati di Boemondo stanno morendo sotto i colpi dei barbari. Brancaleone li uccide tutti e sta per trafiggere anche il traditore Turone, ma viene stordito da un cocco fattogli cadere apposta sul capo da Tiburzia che lo fa stramazzare. Brancaleone viene allontanato nel deserto e appena si riprende insegue Tiburzia, con l'intento di ucciderla, invocando nuovamente la Morte. Questa si presenta e pretende ora che finalmente Brancaleone si decida a pagare il patto stipulato mesi prima. Il cavaliere accetta alla condizione di duellare prima con il Cupo Mietitore che accetta incuriosito della proposta. Purtroppo Brancaleone perde e sarà solo il sacrificio di Tiburzia a salvarlo. Morta la strega, ribattezzata prima di spirare da Brancaleone "Felicilla", si ritramuta in gazza, quale era in fanciullezza prima di diventare umana grazie alle pozioni di una strega, e segue Brancaleone nel deserto, alla ricerca di nuove avventure.

## Incongruenze storiche
- Nella prima scena del film compare un tacchino, animale che in Europa giungerà dalle Americhe solo dopo la scoperta di Cristoforo Colombo e quindi impossibile da trovare nel medioevo.
- Quando Brancaleone con la sua armata giunge nel borgo disabitato, il palazzo che va a visitare presenta una porta a bugnato, tipica del Rinascimento, quindi di molto posteriore rispetto al periodo in cui si svolgono le vicende narrate.
- Stando a quanto narrato nel film, la vicenda sarebbe ambientata all'epoca della prima crociata, in un periodo storico in cui la Puglia (dove si trova la città di Aurocastro) era contesa tra duchi longobardi, bizantini, normanni e saraceni. Sul territorio non si estendeva l'autorità né le pretese del Sacro Romano Impero, mentre è proprio l'imperatore a concedere la pergamena dell'investitura.
- Nella città della peste la canzone che attira Brancaleone ha nel testo «sulla mandola la cuccurucù»: il verso è tratto dal ditirambo Bacco in Toscana, del poeta e scienziato Francesco Redi, vissuto secoli dopo.

## Curiosità
- Brancaleone è protagonista anche del libro Il romanzo di Brancaleone dove vengono narrate le avventure vissute dal personaggio nei due film.
- Il nome di Brancaleone è citato nel titolo de La nuova armata Brancaleone (2010), breve cortometraggio diretto da Mario Monicelli per protestare contro i tagli alla cultura, all'arte e al cinema italiano da parte del Governo Berlusconi IV.